# Jan Terlouw

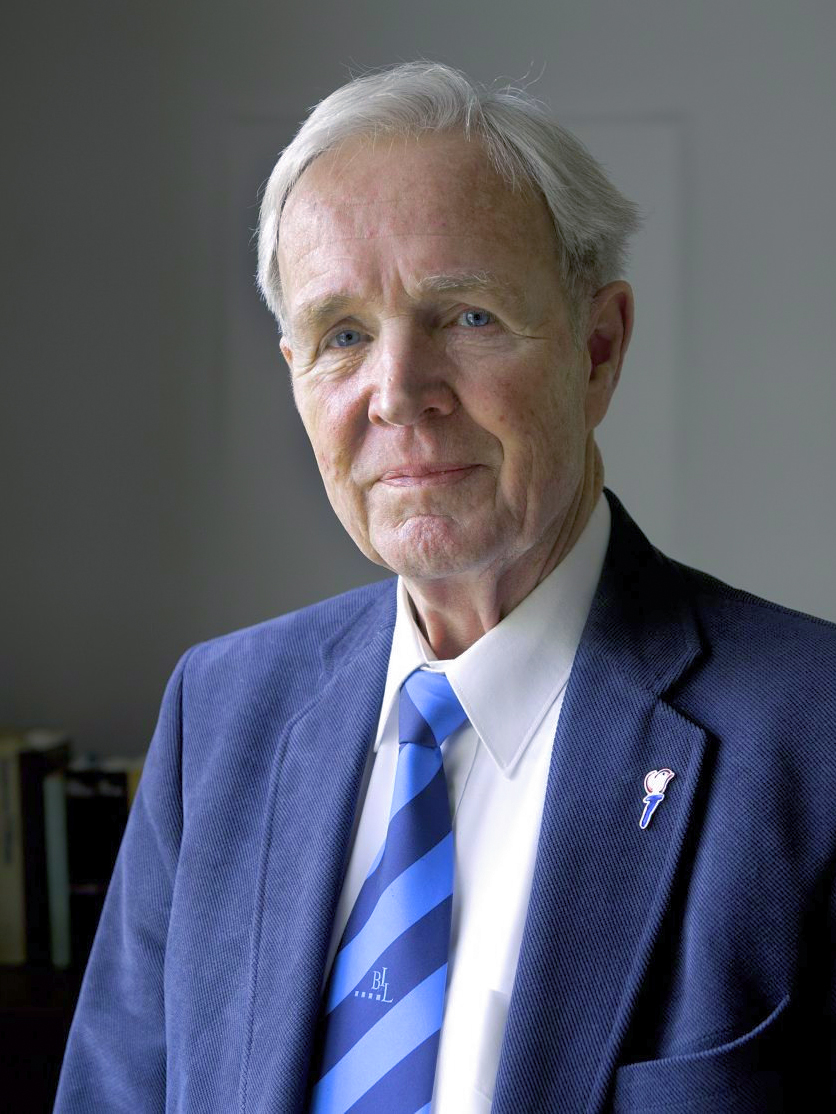
Jan Terlouw (2014)

Jan Cornelis Terlouw (* 15. November 1931 in Kamperveen, Provinz Overijssel; † 16. Mai 2025 in Twello) war ein niederländischer Physiker, Politiker der Democraten 66 (D66) und Buchautor. Von 1981 bis 1982 war er Wirtschaftsminister und stellvertretender Ministerpräsident der Niederlande.

## Leben und Wirken

### Wissenschaft
Terlouw studierte Naturwissenschaften in Utrecht, wo er 1963 promovierte (Titel seiner 1964 veröffentlichten Dissertation: Experimental study of a highly ionized steady-state cesium plasma). Vom Ende der 1950er bis zum Beginn der 1970er Jahre war er vorwiegend mit verschiedenen Forschungsprojekten im Bereich der Plasmaphysik betraut, dabei unter anderem zwei Jahre am MIT beschäftigt.

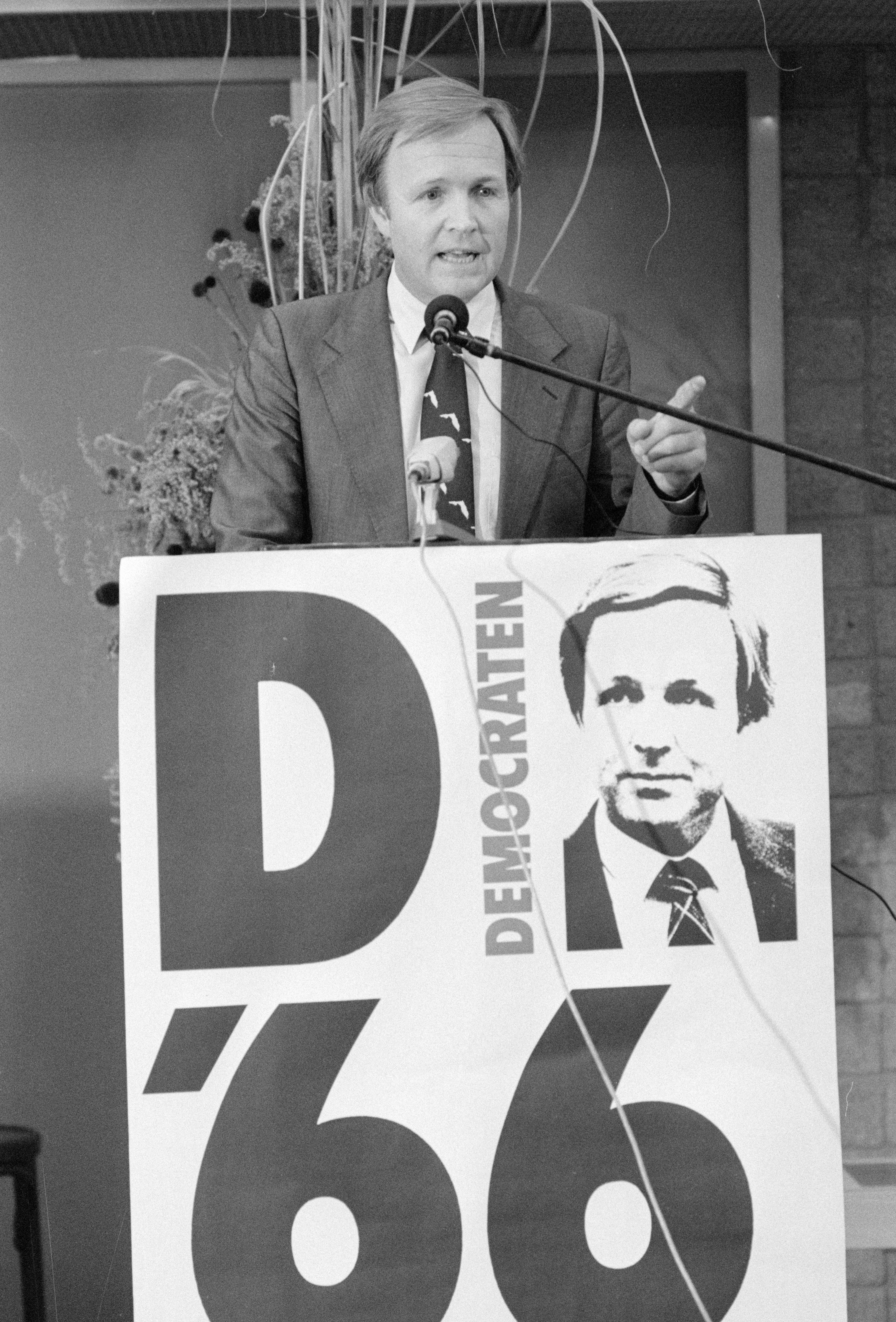
Terlouw (1982)

### Politik und Verwaltung
1967 schloss er sich der linksliberalen Partei Democraten 66 an. 1970 wurde er für sie in den Gemeinderat von Utrecht gewählt, 1971 wurde er Mitglied des Parlaments (Tweede Kamer). Im Jahr 1973 wurde er Fraktionsvorsitzender, was de facto der Rolle des Parteiführers gleichkam. Unter seiner Führung nahm die Partei in der zweiten Hälfte der 1970er Jahre einen deutlichen Aufschwung in der Wählergunst. Als sich die D66 nach der erfolgreichen Wahl des Jahres 1981, bei der sie erstmals mehr als 10 % der Stimmen erhielten, an einer Regierungskoalition mit dem CDA und der PvdA beteiligten, wurde Terlouw Wirtschaftsminister und stellvertretender Ministerpräsident. Nach dem frühzeitigen Bruch der Dreier-Koalition stellten die D66 mit dem CDA ein Minderheitskabinett, verloren bei der Neuwahl 1982 jedoch annähernd zwei Drittel ihrer Wähler und Mandate. Als Konsequenz daraus zog sich Terlouw aus der Politik zurück. Seine Erfahrungen in dieser Zeit fasste er in dem politischen Tagebuch Naar zeventien zetels en terug (ISBN 90-204-3435-7) zusammen. Eine führende Rolle in seiner Partei übernahm er nur noch einmal in den Jahren 1999 bis 2003, als er stellvertretender Vorsitzender ihrer Fraktion in der Ersten Kammer war. Bei der Europawahl 2019 ließ er sich von D66 als „listduwer“ (prominenter Kandidat auf dem letzten Listenplatz) aufstellen. In der Zeit dazwischen hatte er verschiedene Positionen und Ämter im Verwaltungsbereich inne. Er war von 1983 bis 1991 Generalsekretär der Europäischen Verkehrsministerkonferenz und nachfolgend von 1991 bis 1996 Beauftragter der Königin für die Provinz Gelderland.